# Almunge kyrkby
Almunge kyrkby är kyrkbyn i Almunge socken  i Uppsala kommun längs länsväg 282. Här finns Almunge kyrka och Almunge skola. Merparten av befolkningen bor i den närbelägna tätorten Almunge. Mellan 1995 och 2018 avgränsade SCB här en småort. Vid avgräsningen 2018 klassades bebyggelsen som en del av tätorten Almunge och småorten avregistrerades 
Almunge kyrkby är egentligen klockargården i Almunges marker där kyrkan är belägen, det är okänt vilken by kyrkans mark ursprungligen tillhört.